# Разинский, Борис Давидович
Борис Давидович Разинский (12 июля 1933, Люберцы, Московская область — 6 августа 2012, Москва) — советский футбольный вратарь, чемпион летних Олимпийских игр 1956 года. Мастер спорта СССР (1956). Заслуженный мастер спорта СССР (29.03.1989). Один из трёх евреев, когда-либо становившихся Олимпийскими чемпионами по футболу.

## Ранние годы
Отец — Давид Михайлович — полковник авиации.
Во время Великой Отечественной войны юный Борис был эвакуирован в Болотное (Новосибирская область). Чтобы играть в футбол, набивали мяч тряпками.
В 1946 году начал выступать за юношескую команду «Пищевик» из Тулы, где был центрфорвардом. В 1952 году окончил школу и поступил в Московский институт физической культуры.

## Карьера
В 1952 году Борис попал в команду ЦДСА — одну из сильнейших команд страны на тот период. Сам Разинский так говорит об этом: «Поступив в инфизкульт, я первым делом пошёл на тренировку ЦДСА. После тренировки встал в ворота, удачно отразил один мяч, другой. Мне сказали: „Завтра приходи на тренировку“».
Летом футбольную команду ЦДСА расформировали за поражение сборной СССР на Олимпиаде в Хельсинки (костяк сборной составляли армейцы). Пробыв один сезон в московском «Спартаке», где он дебютировал на позиции голкипера, сыграв в одной игре чемпионата, Разинский вновь возвращается в ЦДСА, за который отыграл 8 лет.
В 1956 году на Олимпиаде в Мельбурне был запасным вратарём сборной СССР. Сменив Льва Яшина, принял участие в одном матче и стал Олимпийским чемпионом, хотя золотую медаль получил только спустя полвека.
Также в 1956 году стал победителем Спартакиады народов СССР.
С 1961 года сменил множество команд. В некоторых был вратарём, в некоторых, например, в одесском «Черноморце» и липецком «Металлурге», — играл таранного нападающего.
В 1964—1965 годах тренировал команду Южной группы войск в Венгрии. Завершил карьеру в клубе «Гранит» из Тетюхе.
Тренер в отделе футбола Спорткомитета РСФСР (1977). Тренер-администратор в управлении футбола Спорткомитета СССР (1978, 1979). Начальник команды ветеранов «Спартак» Москва (1990—1997). Инспектор в РФС (1997—2000).
В 1996 году опубликовал книгу «Футбол и судьба».
Похоронен в Москве на Востряковском кладбище.

## Стиль игры
Стиль игры Бориса Разинского отличался большой акробатичностью и техничностью. Однако он слабо реагировал на дальние удары из-за плохого зрения, несмотря на то что обладал отличной реакцией. Обладал неплохим дриблингом, считался вратарём-гонялой.
Неоднократно исполнял пенальти в качестве бьющего. Стал первым вратарём в высшем дивизионе СССР, кто забивал голы: 13 апреля 1961 года в игре против «Спартака» (Ереван) и 20 апреля 1961 года в игре против «Пахтакора» — в обоих случаях реализовал пенальти.

## Семья
Был женат, сын — судья республиканской категории, дочь Зоя (1983 г.р.).

## Награды
- Медаль «За трудовую доблесть» (27.04.1957) — «за успехи, достигнутые в деле развития массового физкультурного движения в стране, повышения мастерства советских спортсменов, и успешное выступление на международных соревнованиях»